# Délégation du gouvernement en Aragon
La délégation du gouvernement en Aragon est un organe dépendant du ministère de la Politique territoriale. Le délégué représente le gouvernement de l'Espagne en Aragon.

## Structure

### Siège
Le siège de la délégation du gouvernement en Aragon se situe sur la place Nuestra Señora del Pilar à Saragosse.

### Sous-délégation
Le délégué du gouvernement en Aragon est assisté de trois sous-délégués du gouvernement. Il existe une sous-délégation dans chaque province de la communauté autonome :
- sous-délégation du gouvernement dans la province de Saragosse (Plaza Nuestra Señora del Pilar, S/N, 50003-Saragosse) ;
- sous-délégation du gouvernement dans la province de Huesca (Plaza Cervantes, 1, 22003-Huesca) ;
- sous-délégation du gouvernement dans la province de Teruel (Plaza De San Juan, 4, 44001-Teruel).

## Titulaires
|  |                                  | Dates du mandat | Dates du mandat | Parti |
|  | -------------------------------- | --------------- | --------------- | ----- |
|  | Ángel Luis Serrano García        | 25/07/1984      | 19/09/1988      | PSOE  |
|  | Carlos Pérez Anadón              | 19/09/1988      | 03/01/1994      | PSOE  |
|  | Rafael García de la Riva Sanchiz | 03/01/1994      | 15/07/1995      | PSOE  |
|  | Pilar de la Vega                 | 15/07/1995      | 18/05/1996      | PSOE  |
|  | Luis Antonio Rosel Onde          | 18/05/1996      | 13/05/2000      | PP    |
|  | Eduardo Ameijide Montenegro      | 13/05/2000      | 24/04/2004      | PP    |
|  | Javier Fernández López           | 24/04/2004      | 06/01/2012      | PSOE  |
|  | Gustavo Alcalde                  | 06/01/2012      | 19/06/2018      | PP    |
|  | María Carmen Sánchez Pérez       | 19/06/2018      | 12/02/2020      | PSOE  |
|  | Pilar Alegría                    | 12/02/2020      | 12/07/2021      | PSOE  |
|  | Rosa María Serrano Sierra        | 28/07/2021      | 14/06/2023      | PSOE  |
|  | Fernando Ángel Beltrán Blázquez  | 14/06/2023      | En fonction     | PSOE  |